# Синьото топче
Синьото топче (на английски: The Blue Marble) е известна снимка на Земята, направена на 7 декември 1972 г. от екипажа на Аполо 17, от разстояние 45 000 km. Това е една от най-широко разпространените фотографии в световен мащаб. Снимката е една от малкото, показващи планетата Земя напълно осветена, тъй като астронавтите са я направили, когато Слънцето е било зад тях. На астронавтите им изглеждала като детско топче за игра (откъдето произлиза името на снимката).
НАСА официално признава заслугата за снимката на целия екипаж на Аполо 17 – Юджийн Сърнън, Роналд Еванс и Харисън Шмит – те всички правят снимки с фотоапарата на борда. След мисията, някои обстоятелства сочат, че фотографията най-вероятно е направена от Харисън Шмит, но това не може да бъде напълно проверено.
Аполо 17 е последната пилотирана мисия до Луната. След нея, хора не са се намирали в такава позиция, че да направят снимка на цялата Земя, подобна на Синьото топче.